# Ilnacorella
Ilnacorella is een geslacht van wantsen uit de familie van de Miridae (Blindwantsen). Het geslacht werd voor het eerst wetenschappelijk beschreven door Knight in 1925.

## Soorten
Het genus bevat de volgende soorten:

- Ilnacorella argentata Knight, 1925
- Ilnacorella insignis Van Duzee, 1916
- Ilnacorella nigrisquamosa Knight, 1925
- Ilnacorella sulcata Knight, 1925
- Ilnacorella viridis Uhler, 1895